# Tildia chilo
Tildia chilo is een vlinder uit de familie van de Nymphalidae. De wetenschappelijke naam van de soort is voor het eerst voorgesteld als Acraea chilo door Frederick DuCane Godman in een publicatie uit 1880.

## Verspreiding
De soort komt voor in de droge savannes van Saudi-Arabië, Jemen, Soedan, Ethiopië, Somalië, Oeganda, Kenia en Tanzania.

## Waardplanten
De rups leeft op soorten van de passiebloemfamilie (Passifloraceae) waaronder Adenia globosa Engl. en Adenia venenata Forssk..

## Ondersoorten
- Tildia chilo chilo (Godman, 1880) (Saudi-Arabië, Jemen, Soedan, Zuid-Ethiopië, Somalië, West-Oeganda, Noordwest-Kenia)
  - = Acraea chilo yemensis Le Doux, 1931
  - = Acraea chilo magnifica Carpenter & Jackson, 1950
- Tildia chilo crystallina (Grose-Smith, 1890) (Kenia, Noord-Tanzania)
  - = Acraea chilo crystallina Grose-Smith, 1890
  - = Acraea rosina Rogenhofer, 1891
  - = Acraea wissmanni Weymer, 1903